# 캣 헌터
《캣 헌터》(Cat Chaser)는 미국에서 제작된 아벨 페라라 감독의 1989년 범죄, 스릴러 영화이다. 피터 웰러 등이 주연으로 출연하였고 피터 S. 데이비스 등이 제작에 참여하였다.
캣 헌터는 2014년 여름 뉴욕시 Anthology Film Archives에서 3시간 분량의 컷으로 상영되었다.

## 출연

### 주연
- 피터 웰러
- 켈리 맥길리스

### 조연
- 찰스 더닝
- 프레드릭 포레스트
- 토마스 밀리안
- 주안 페르난데즈
- 켈리 조 민터
- 필 리즈

## 기타
- 원작자: 엘모어 레너드
- 미술: 댄 라이
- 의상: 마이클 카플란